# 伊尼穆塔尼
伊尼穆塔尼是巴西米纳斯吉拉斯州的一个市镇。总面积529.134平方公里，总人口6420人，人口密度12.1人/平方公里。